# Зульцберг (Форарльберг)
Зульцберг (нем. Sulzberg) — коммуна в Австрии, в федеральной земле Форарльберг.
Входит в состав округа Брегенц. Площадь общины составляет 23,05 км², население — 1822 человека (1 января 2021), плотность населения — 80 чел./км². Официальный код — 80238.

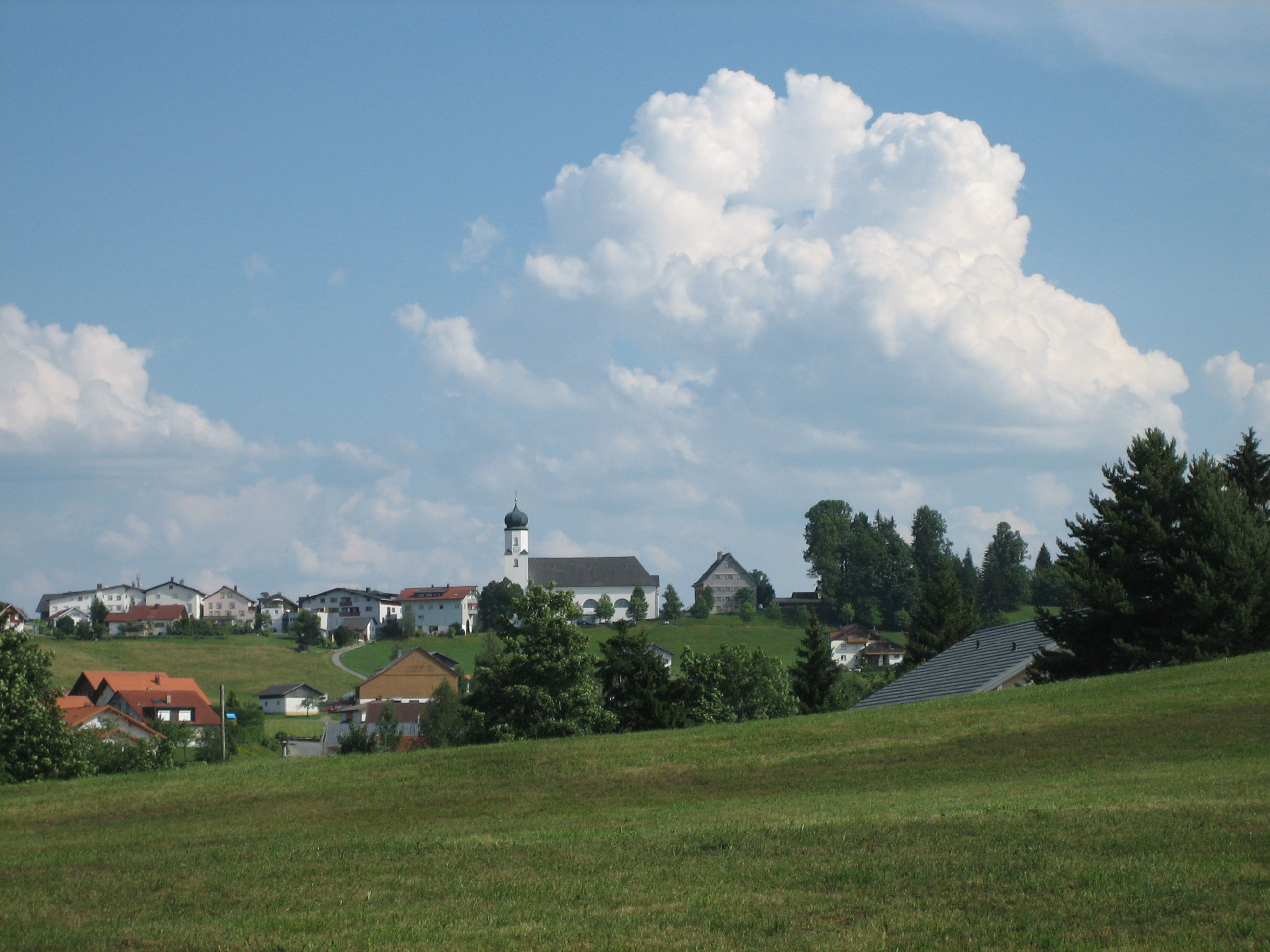
Зульцберг

## Население
| Год  | Численность |
| ---- | ----------- |
| 1869 | 1489        |
| 1889 | 1423        |
| 1890 | 1439        |
| 1900 | 1425        |
| 1910 | 1443        |
| 1923 | 1401        |
| 1934 | 1487        |
| 1939 | 1344        |
| 1951 | 1579        |
| 1961 | 1474        |
| 1971 | 1574        |
| 1981 | 1507        |
| 1991 | 1577        |
| 2001 | 1722        |
| 2011 | 1750        |
| 2021 | 1822        |

## Политическая ситуация
Бургомистр коммуны — Хельмут Бланк (АНП) по результатам выборов 2005 года.
Совет представителей коммуны (нем. Gemeinderat) состоит из 18 мест.
- АНП занимает 14 мест.
- другие: 4 места.